# Cmentarz wojenny nr 165 – Bistuszowa
Cmentarz wojenny nr 165 w Bistuszowej – zabytkowy cmentarz z I wojny światowej znajdujący się w Bistuszowej w województwie małopolskim, w powiecie tarnowskim, w gminie Ryglice. Jest jednym z 400 zachodniogalicyjskich cmentarzy wojennych zbudowanych przez Oddział Grobów Wojennych C. i K. Komendantury Wojskowej w Krakowie. W VI okręgu tarnowskim cmentarzy tych jest 63.

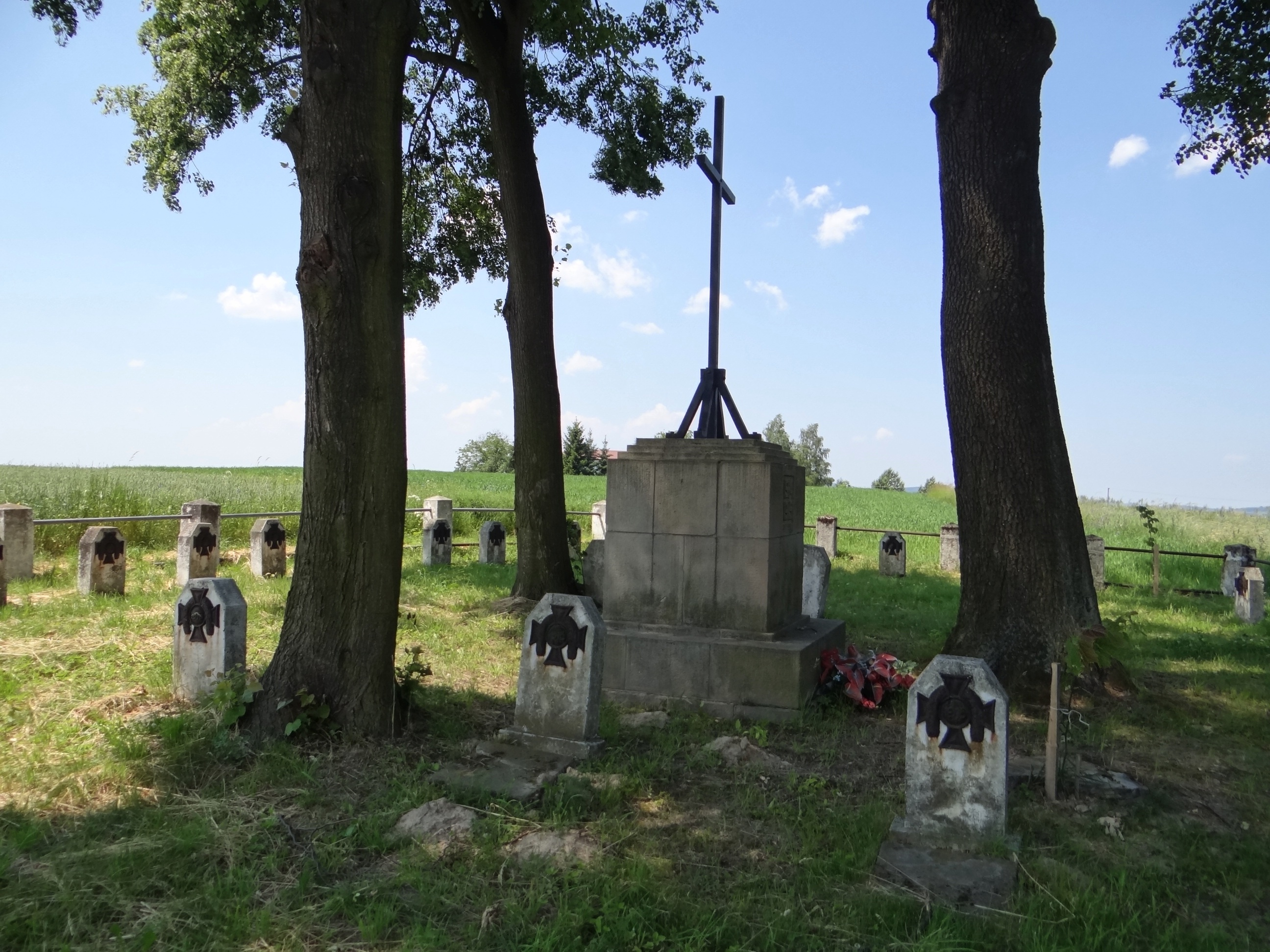
Pomnik centralny

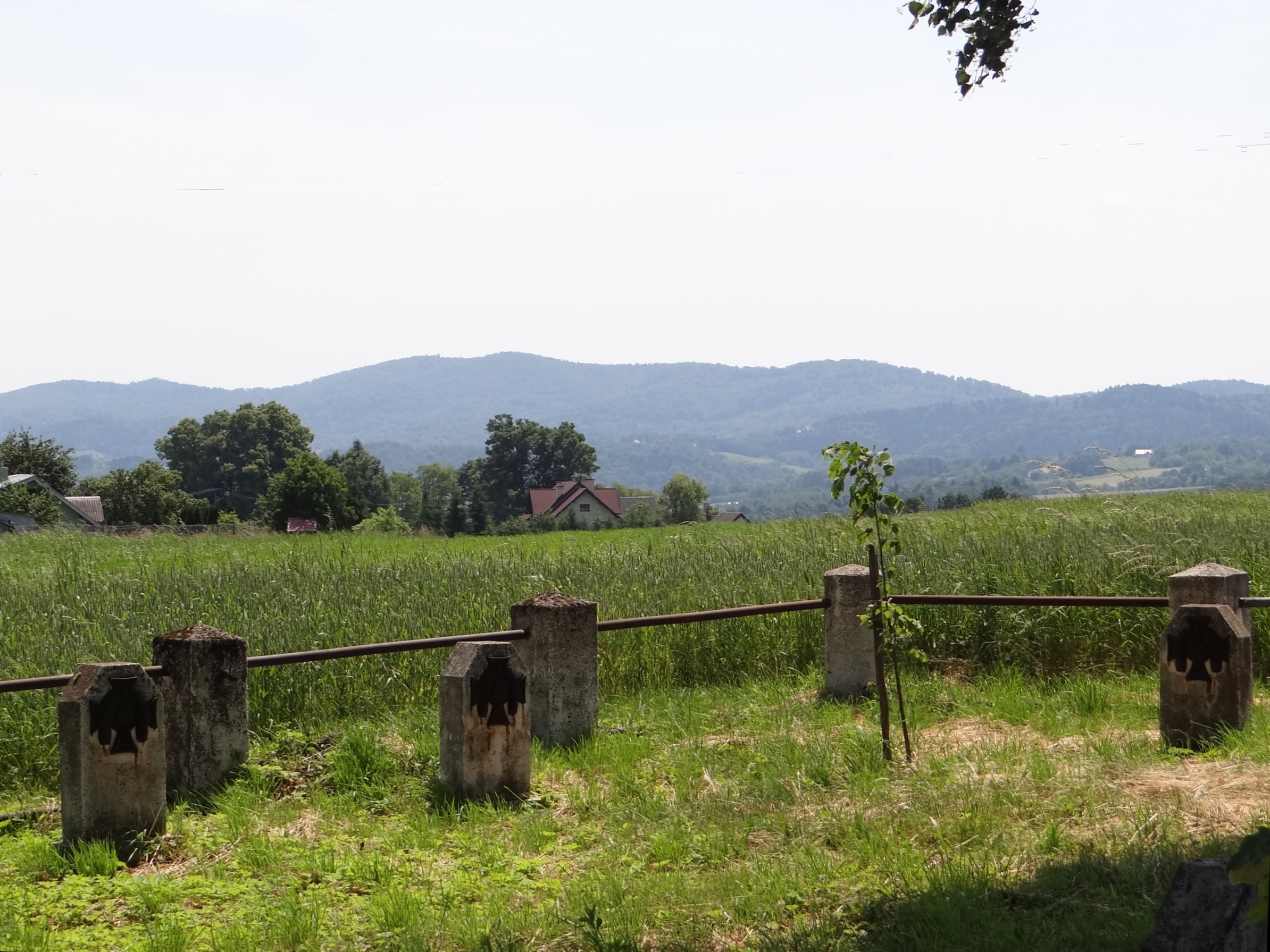
Widok na Pasmo Brzanki

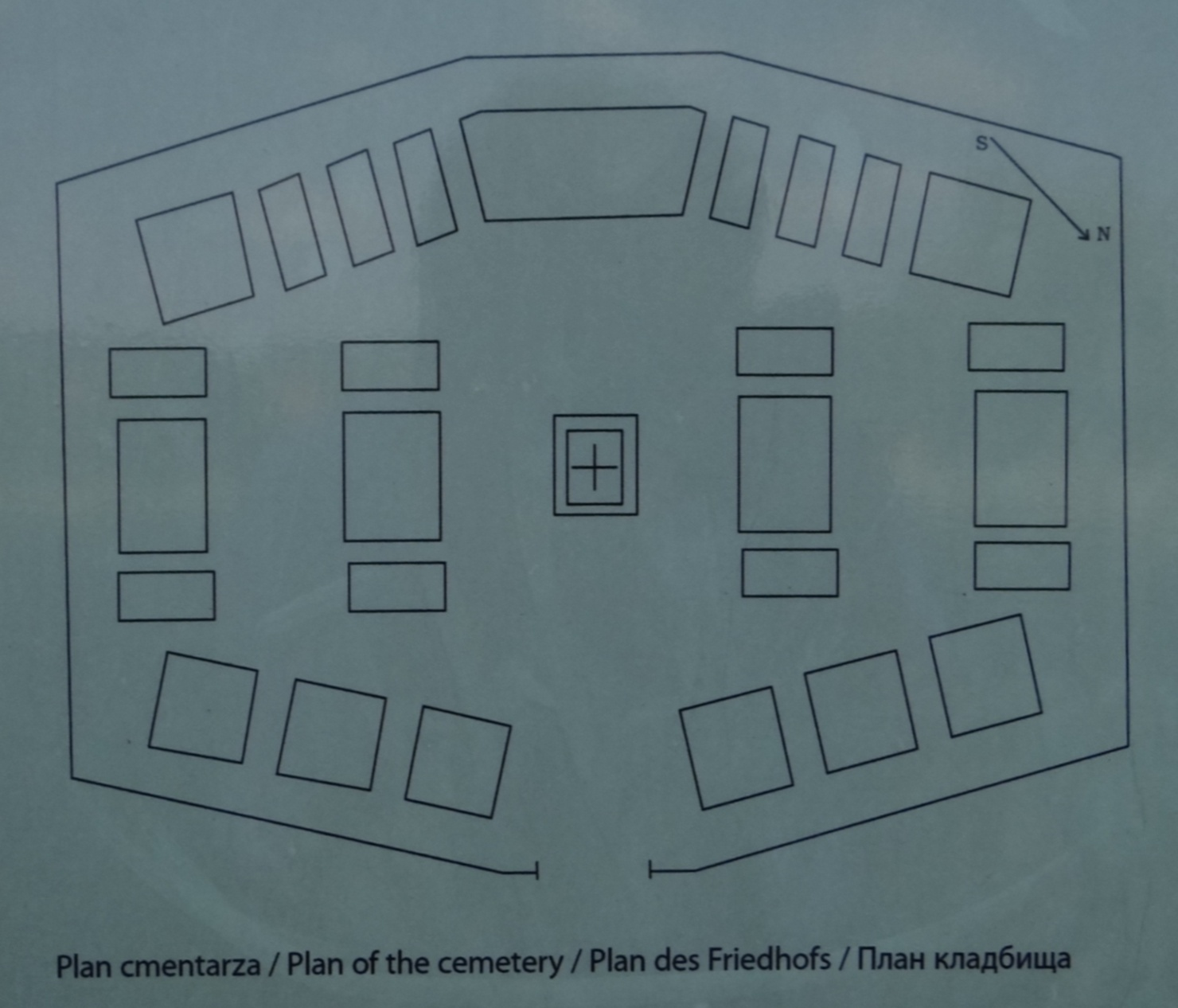
Plan cmentarza

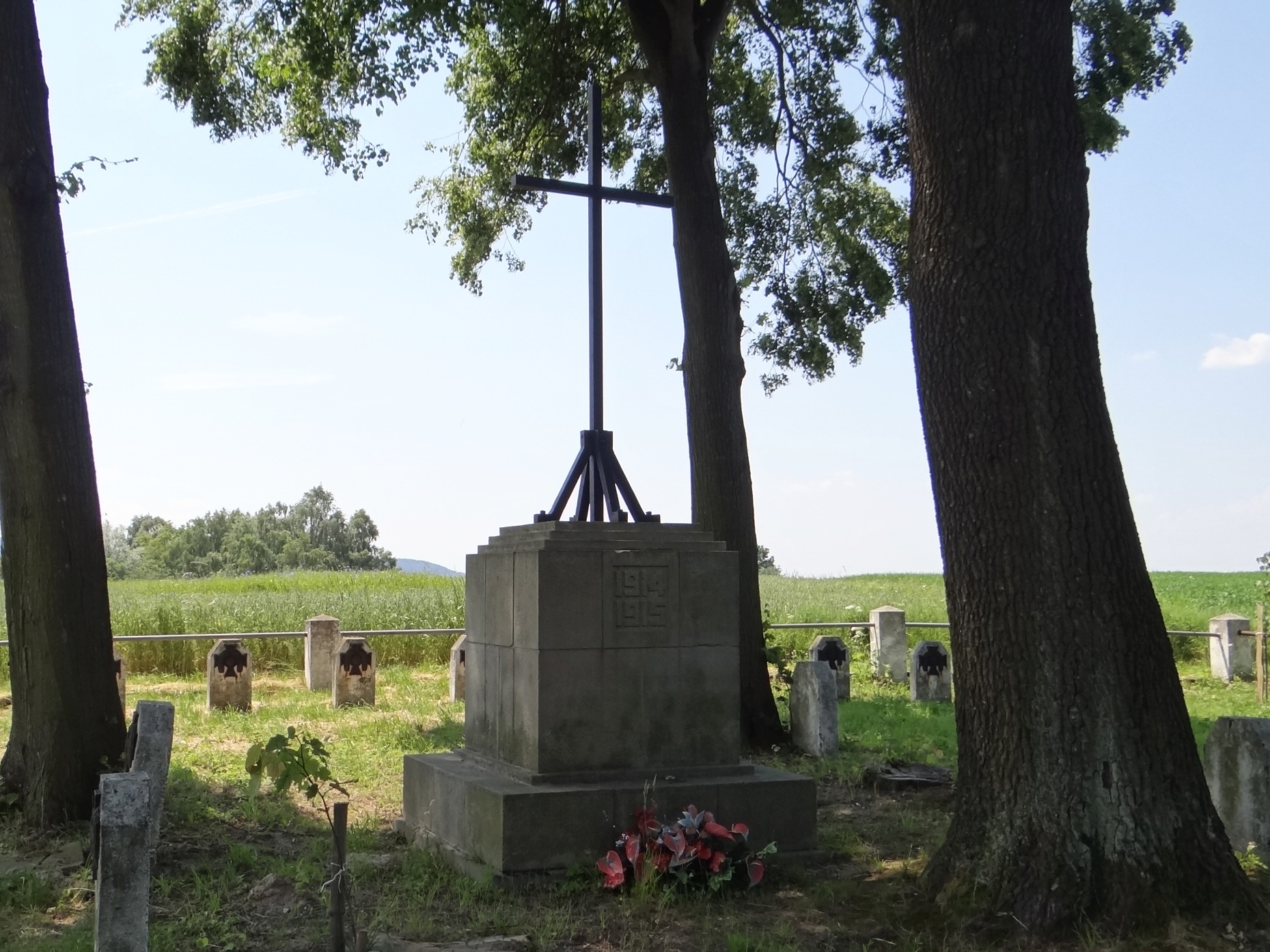

## Lokalizacja
Cmentarz znajduje się w miejscowości Bistuszowa, ale przy granicy z Tuchowem. Jest widoczny z daleka, gdyż znajduje się na terenie bezleśnym, wśród pół uprawnych, a w czasie budowy cmentarza zasadzono na nim drzewa. W 2015 r. są to już 100-letnie okazy, zachowało się ich 5 sztuk. Dojście do cmentarza wskazuje oryginalna austriacka betonowa tabliczka na betonowym słupku. Zamontowana jest w tym samym miejscu, w którym ustawili ją budowniczy cmentarza i do cmentarza prowadzi od niej krótka polna droga. Obecnie jednak tuż obok cmentarza prowadzi jeszcze inna, asfaltowa droga i czarny szlak turystyczny zwany szlakiem 650-lecia Tuchowa.

## Opis cmentarza
Cmentarz zaprojektowany został przez niemieckiego architekta Heinricha Scholza na planie ośmiokąta. Ogrodzenie tworzą metalowe rury rozpięte między betonowymi słupkami. Wejście przez dwuskrzydłową bramkę z metalowych prętów. Pomnik centralny to murowany z kamieni postument z datami 1914–1915. Zamontowano na nim metalowy krzyż łaciński. Nagrobki to betonowe stele. Na przedniej ścianie posiadają wmontowany żeliwny krzyż maltański z wieńcem laurowym. Z bezleśnych okolic cmentarza roztacza się szeroka panorama widokowa, szczególnie na pobliskie Pasmo Brzanki.

## Polegli
W 13 grobach zbiorowych i 14 pojedynczych pochowano tutaj 87 żołnierzy armii austriackiej. Zidentyfikowano 53. Nieliczni z nich polegli w grudniu 1914 roku, gdy armia rosyjska zajmowała te tereny, większość w dniach 4–7 maja 1915 roku podczas wielkiej ofensywy sprzymierzonych wojsk austriackich i niemieckich, zwanej bitwą pod Gorlicami. Była ona zwycięska dla wojsk sprzymierzeńców, którzy wyparli Rosjan z tych terenów daleko na wschód. Okupiona została jednak wielką liczbą poległych. Żołnierze austriaccy walczyli w 62. Pułku Piechoty Austro-Węgier (Ungarisches Infanterieregiment Nr. 62 – Infanterieregiment Ludwig III. König von Bayern), którego obszar rekrutacji znajdował się w Tîrgu Mureș (Maros Vásárhély). W pułku tym służyli głównie Węgrzy (49% składu pułku) i Rumuni (46%).

## Los cmentarza
Pochówku żołnierzy dokonali zaraz po bitwie w maju 1915 r. okoliczni mieszkańcy na polecenie właścicielki tych terenów i dworu na Kozłowie – Ewy du Laurans, która ofiarowała na cmentarz działkę o powierzchni 280 m². Wkrótce też Austriacy przystąpili do budowy cmentarza. Środki finansowe pochodziły głównie z dobrowolnych zbiórek pieniężnych, m.in. ze sprzedaży widokówki ze zdjęciem tego cmentarza. Z czasem cmentarze ulegały jednak naturalnemu niszczeniu, przez czynniki pogody, zdarzały się również akty wandalizmu. Po II wojnie światowej nie dbano o cmentarze z I wojny i popadały one w ruinę. Początkowo stele na cmentarzu nr 163 posiadały żeliwne krzyże i emaliowane tabliczki blaszane, nie zachowały się one jednak. Według relacji starszych osób na cmentarzu tym był jeszcze jeden nagrobek z dwuramiennym krzyżem lotaryńskim, prawdopodobnie Rumuna o wyznaniu prawosławnym. Nagrobek ten jednak nie zachował się.
W 1989 dokonano remontu cmentarza, nie wszystkie jednak jego elementy zostały odtworzone w zgodzie z pierwotnym wyglądem (m.in. na stelach brak krzyży żeliwnych i blaszanych tabliczek). Zachowała się jednak pełna dokumentacja cmentarza i w przyszłości można te elementy odtworzyć. W 2009 r. pomnik centralny został uszkodzony przez piorun. Staraniem Tomasza Wantucha cokół odremontowano, a cmentarz wciągnięto na listę obiektów chronionych województwa małopolskiego.